# Панчу
Панчу (рум. Panciu) — город в Румынии в составе жудеца Вранча. В состав города входят также населённые пункты Круча-де-Жос, Круча-де-Сус, Думбрава, Нейку и Сату Ноу.
Панчу расположен у подножия гор Вранча, в южной части Восточных Карпат, в 30 км к северу от муниципалитета Фокшани.

## История
Эти места впервые упоминаются в документе 1589 года под названием «Круча». В 1798 году впервые упоминается название «Панчу».
В 1931 году коммуна Панчу была преобразована из сельской в городскую.

## Известные уроженцы
- Георге Алексяну (1897—1946) — государственный деятель, военный преступник